# Agyfélteke-dominancia
A jobb és a bal agyfélteke közül az egyik dominánsabb a másiknál, meghatározó a viselkedési folyamatokban, melyet a 19-20. században tudtak először kimutatni. 
A homo habilisnál az agykoponya még teljesen szimmetrikus volt. Az agyi aszimmetria 100-150 ezer évvel ezelőtt, a Neandervölgyi embernél, valamint a cro-magnoni embereknél figyelhető meg először. Ezt az aszimmetriát feltehetően az aszimmetrikus kézhasználat előzte meg, mely ezáltal lehetővé tette az emberré válást. 
A bal agyfélteke dominánsakra jellemző a jó beszédkészség, az analitikus gondolkodásmód, a jó matematikai, logikai képesség. 
A jobb agyfélteke dominánsak ezzel szemben inkább jó művészi hajlamúak, jó problémamegoldó  képességekkel rendelkeznek, valamint vizuális típusúak. 
Mind a két agyféltekének megvan a saját funkciója, főleg együttes működés jellemzi őket. Az agyfélteke dominancia nincs hatással az intelligenciára, és nem örökölhető.

## Agyfélteke dominancia-vizsgálata
A hatvanas években Doreen Kimura közreműködésével kifejlesztettek egy vizsgálatot az agyfélteke-dominanciával kapcsolatban, melyet ma már több nyelvre is adaptáltak. Dichotikusan két beszédjelet egyszerre lejátszunk a két fülnek, a feladat pedig ezen beszédjelek megismétlése. A vizsgálat során azt figyelik, hogy melyik szót ismételjük korábban, melyikből emlékszünk többre és pontosabban. A vizsgálat az emberek többségénél "jobb fül fölényt" mutatott ki, mely a bal agyféltekének dominanciájára utal a nyelvfeldolgozásban. 
Ebben valószínűleg szerepet játszik a bal agyfélteke jobb vérellátása, valamint a jobbkezesség elterjedésében is szerepet játszik az, hogy a bal agyféltekének növekedését szabályozó gén mutáción ment keresztül. 
Az agyfélteke dominancia nem csupán az emberi fejlődés során jön létre, ugyanis már újszülötteknél kimutatható egy domináns agyfélteke megléte. A fiú- és a lánygyermekeknél az agyi aszimmetria eltérően fejlődik. 

## Bal agyfélteke-dominancia
Az emberek 90%-nak a bal agyféltekéje a domináns. 
A jobbkezeseknél 85-90%-ban mutatták ki ennek az agyféltekének a dominanciáját.